# Amblyomia bifasciata
Amblyomia bifasciata är en insektsart som beskrevs av Carl Stål 1870. Amblyomia bifasciata ingår i släktet Amblyomia och familjen bredkantskinnbaggar. Inga underarter finns listade i Catalogue of Life.